# Haniel

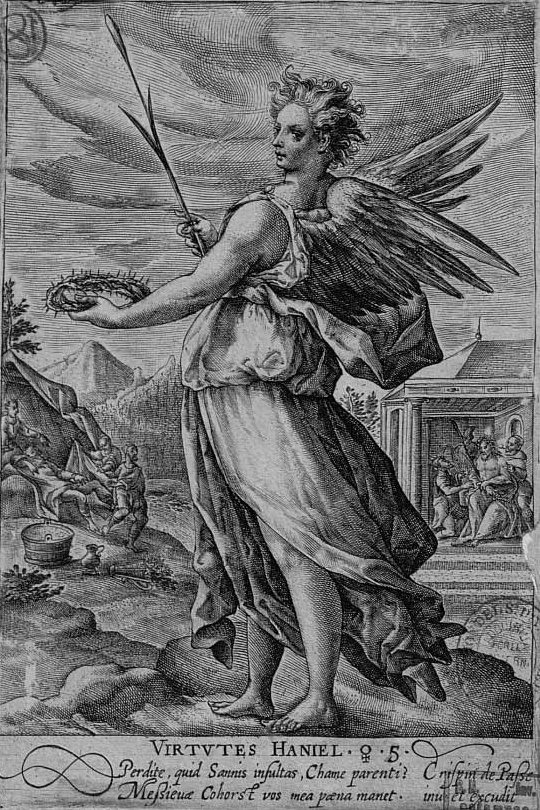
La Virtù Haniel, inciso da Crispijn van de Passe, 1575, Biblioteca Nazionale di Spagna, Madrid.

Haniel (in ebraico הניאל,‎, lett. "l'allegria di Dio", o חַנִּיאֵל,‎, "gloria o grazia di Dio"), anche conosciuto come Anael, Aniel, Hanael, Hamiel o Onoel, è un angelo nella tradizione ebraica e nella tradizione esoterica, spesso incluso nel novero dei sette arcangeli.

## Ebraismo
Il nome deriva probabilmente dall'ebraico hana'ah, "allegria", "piacere". È menzionato come capo dei principati e delle virtù.
A volte è riportato come l'angelo che ha condotto Enoch in cielo.
Corrisponde all'arcangelo della Sephirah Netzach.

## Esoterismo

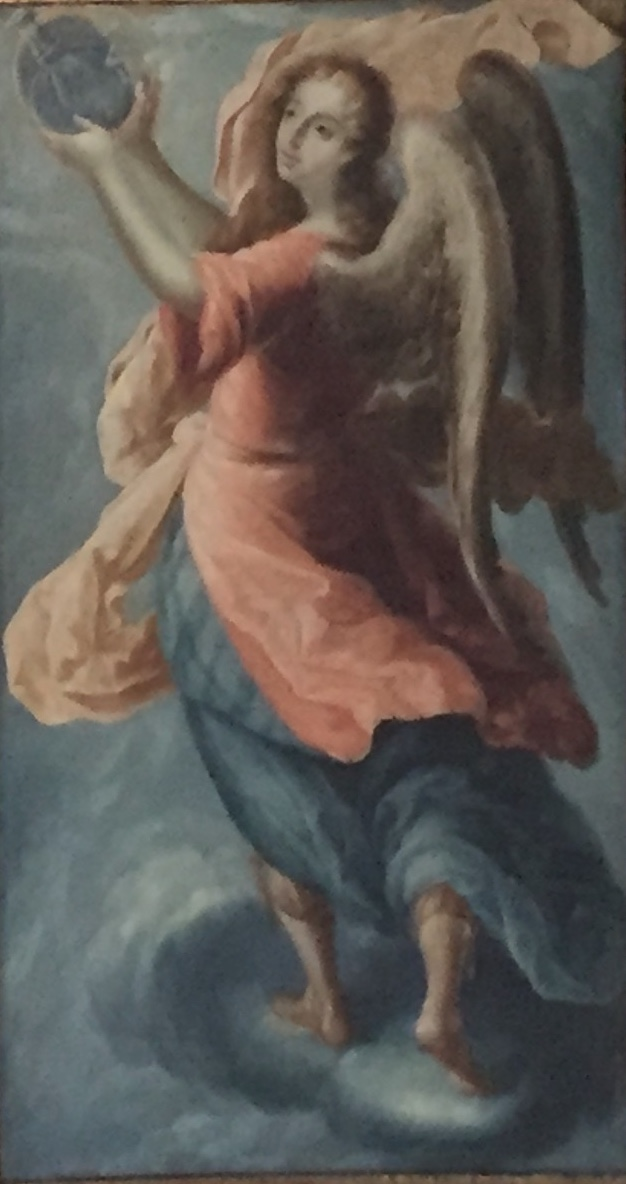
Anael come il governatore della Luna.

Da una prospettiva esoterica, Haniel è associato generalmente con il pianeta Venere e con la Luna, e come reggente del mese di dicembre e dei segni zodiacali della Bilancia e del Toro, o del Capricorno.
Haniel viene di solito messo in relazione con lo smeraldo e con la rosa (simbolo delle qualità di bellezza).

## Iconografia
In genere viene rappresentato come un androgino con larghe ali grigie, che indossa un vestito verde smeraldo e una lanterna di colore marrone.